# Колекторна хвиля
Колекторна хвиля (англ. Collector wave) — явище виникнення великого потоку води у колекторах підземних річок і струмків під час зливи. Пов'язане воно з тим, що до колекторів підземних водойм зазвичай під'єднуються системи зливової каналізації. Тому під час зливи, упродовж декількох хвилин рівень води в колекторі починає нестримно підвищуватися. Явище носить хвилеподібний характер, вода накочує хвилями, з деяким інтервалом, усередині колекторного тунелю. Потік води має велику силу і здатний збити з ніг людину, якщо та знаходиться усередині системи.
У зв'язку з тим, що підземні струмки і річки є предметом досліджень для дигерів, такі системи стають потенційним джерелом небезпеки, для походу до них дигерами в період дощів. Відомі смертельні випадки зустрічі з колекторною хвилею. Так, в 2003 році, в Києві, двоє дигерів, Олександр Крайнюченко «Ампер» і Олександр Зінченко «Хартман» відправилися на вилазку в колектор підземної річки Клов. Несподівано почалася злива і їм не вдалося вибратися з колектора через люки (очевидно, вони не змогли цього зробити, оскільки були збиті з ніг хвилею). Дигери загинули усередині системи, потоки води винесли тіла в річку Либідь, де вони були виловлені рятувальниками. Газета «Аргументи і факти в Україні» в липні 2008 р. Повідомляла:
|                                    | Міліція теж звертає увагу на комунікації, розташовані під землею, лише коли там що-небудь станеться. "Ми теж підключалися до пошуків зниклих дигерів, - розповів начальник Центру громадських зв'язків ДУ МВС України в м. Києві Володимир Поліщук. - Шукали хлопців в колекторі разом з досвідченими дигерами-провідниками. Коли зрозуміли, що Люди і Віталія під землею немає, водолази спецпідрозділу «Беркут» почали досліджувати Дніпро. Зокрема, використали такий метод визначення вірогідного місцезнаходження людей в річці, як кидання у воду мішків з тирсою, що важать приблизно стільки, скільки і людина, в тому місці, де виходить в Дніпро колекторна хвиля". |
| — АиФ Киев 28 (621), 9 июля 2008 г | |

Колекторна хвиля є предметом вивчення спелестології, проте усі дослідження носять аматорський характер. Зокрема, дигерами досліджувалася динаміка зростання колекторної хвилі, шляхом встановлення всередину колектора камер через каналізаційні люки під час дощу.

## Опис колекторної хвилі
|  | Спочатку все спокійно. Тихо крапає вода з дренажок (дренажних труб). Потім з'являється невеликий туман. Здавалося б, нічого особливого. Десь вдалині чується шум води. Це і є колекторна хвиля. Але вона ще тільки формується. Потім якесь дрібне сміття починає плисти по воді. Ну подумаєш, сміття! Проте тут вода з дренажних труб ллється сильніше. Потім починає текти дуже брудна вода. Спочатку її трохи. Потім приходить хвиля. Течія посилюється в лічені секунди, вода дуже швидко піднімається. Щастя тому, хто опинився у цей момент поряд з рятівним люком. Хоч вгору, хоч вниз за течією, немає ніякої різниці. Якщо потрапиш у таку м'ясорубку, все одно здохнеш. |

|  | Коли починається дощ, вода в підземній річці, глибина якої в той момент складає ще сантиметрів 15-20, може збити людину з ніг. Такий це сильний потік! ... Навіть людині у водолазному костюмі вижити важко. Потік води скручує металеві арматурні прути |

## Ресурси Інтернету
- Обговорення колекторної хвилі і техніка безпеки[недоступне посилання з липня 2019]
- Неохраняемое царство, «АиФ в Украине», № 28 (621) от 9 июля 2008 г
- Фотографії:  [недоступне посилання з вересня 2019]
- Відео:  [Архівовано 23 червня 2019 у Wayback Machine.]

## Виноски
1. ↑  Неохраняемое царство[недоступне посилання], АиФ Киев, № 28 (621), 9 июля 2008 г]
2. ↑  Фотографии коллекторной волны
3. ↑  "Коли зовні починається дощ, у людини під землею є лише дві хвилини, щоб врятуватися.  Колекторна хвиля, яка рухається із швидкістю 17 метрів в секунду, не залишить анінайменшого шансу вижити"[недоступне посилання з липня 2019], «Факти», 2 липня 2008 р. (також є передрук [Архівовано 2016-01-02 у Wayback Machine.])